# Шидловская, Ольга Сергеевна
Ольга Сергеевна Шидловская (Олег Шидловский, 1898—1959) — русская старший унтер-офицер гусарского полка.

## Биография
Родилась 30 апреля 1898 года в Могилёве в дворянской семье государственного деятеля Сергея Алексеевича Шидловского и его жены Любови Валерьяновны Шидловской. В семье было ещё два брата: Николай и Алексей.
Первая мировая война застала Ольгу Шидловскую в Витебске, откуда она с родителями вскоре переехала в Могилев, так как её отец был назначен вице-губернатором Могилевской губернии. Только получив аттестат об окончании женской прогимназии, отправилась на фронт. Отец был против, но согласился, когда Верховный главнокомандующий Николай Николаевич удовлетворил её прошение о добровольном поступлении в действующую армию.
В июле 1915 года Ольга Сергеевна Шидловская была зачислена в 4-й гусарский Мариупольский полк рядовым добровольцем под именем Олега Сергеевича Шидловского. Полк был известен тем, что в нём более ста лет тому назад — в Отечественную войну 1812 года — служила известная знаменитая женщина — корнет и Георгиевский кавалер Надежда Андреевна Дурова. В гимназические годы Ольга Шидловская зачитывалась записками кавалерист-девицы, и желала подражать ей.
Со временем рядовой гусар Олег Шидловский был произведен в ефрейторы и удостоился Георгиевской медали (1915). В начале 1916 года Олег Шидловский был произведён в младшие унтер-офицеры, а затем стал старшим унтер-офицером — скоро снова получает повышение. С полком она прошла всю войну, находилась на северо-Западном и Северном фронтах, награждена Георгиевским крестом 4-й степени (1916).
Воевала Ольга Шидловская до 30 ноября 1917 года, когда после Октябрьской революции её полк был расформирован. Поселилась в Крыму, работала в Ялте на виноградниках. В Гражданской войне участия не принимала и вместе со всей семьёй из Крыма через Чехословакию эмигрировала в Югославию. Во время Второй мировой войны Ольга Шидловская оставалась в Белграде вплоть до освобождения города. В 1950 году с помощью соотечественников переехала в Аргентину. Здесь зарабатывала на жизнь трудной работой.
Умерла от от сердечного приступа 9 сентября 1959 года и была похоронена на кладбище Сан-Мартин в предместье Буэнос-Айреса. За её могилой по сей день ухаживают соотечественники и православная церковь.